# Pushover
Pushover est un jeu vidéo de plates-formes et de réflexion développé par Red Rat Software et édité par Ocean Software en 1992 sur Amiga, Atari ST, DOS et Super Nintendo.
Le jeu a donné suite à One Step Beyond (1993).

## Système de jeu
Le joueur contrôle un personnage en forme de fourmi dans des tableaux visualisés de profil et constitués des plates-formes éparses. Des dominos aux propriétés variées sont disposés dans le décor. Le but du jeu est d'agencer les dominos de telle sorte qu'une poussée entraîne une réaction en chaîne qui les fassent tous chuter (à l'exception des "stoppeurs"). La fourmi déplace les dominos en les portant un par un. Pour passer d'une plate-forme à une autre, elle peut utiliser des échelles ou se jeter dans un trou.
Les dominos peuvent avoir dix propriétés différentes (représenté par des symboles colorés) : standard (culbute une fois), stoppeur (ne tombe pas et inverse le sens de la culbute), fractionneur (se divise en deux morceaux qui tombe d'un côté et de l'autre), péteur (explose et forme un trou dans la plate-forme), retardateur (tombe à retardement), culbuteur (culbute plusieurs fois), ponteur (forme un pont), évanouisseur (disparaît instantanément), ascenseur (se projette sous la plate-forme supérieure immédiate et culbute une fois; du plafond, il peut faire tomber un autre domino placé normalement) et la gâchette (le dernier domino, il conclut la réaction en chaîne).
Le jeu comprend 100 niveaux dans neuf décors différents.

## Développement
Chas Partington a inventé le concept de jeu. Dave Elcock, Helen Elcock et Keith Watterson ont programmé la version Amiga. Barry Armstrong et Bryan King ont conçu les graphismes et Jonathan Dunn, Dean Evans et Keith Tinman ont réalisé la musique et les effets sonores. Helen Elcock, Harry Nadler, Avril Rigby, Don Rigby et Chris Waterworth ont conçu les casse-têtes.